# Bing Maps
Bing Maps (chamado anteriormente de Live Search Maps, Windows Live Maps e Windows Live Local) é um sistema semelhante ao Google Earth desenvolvido pela Microsoft para visualização interativa de mapas e imagens de satélite como parte das aplicações online da Windows Live. Os usuários do Live Search Maps costumam trocar informações sobre as visualizações do planeta.

## Compatibilidade
Live Search Maps pode ser usado com Internet Explorer 5.5 e posteriores, com Mozilla Firefox 1.5 no Windows e no Mac OS X, e com o Safari. Firefox no Linux e Firefox 2.0 e 3.0 também parece funcionar. Opera pode ser utilizado "com algumas limitações de funcionalidade".
Usuários de navegadores que são considerados não-compatíveis, assim como usuários de versões de navegadores compatíveis que não são suportadas, não poderão visualizar o mapa e não haverá nenhuma mensagem de erro.
O plug-in 3D Maps viewer (visualizador de mapas 3D) necessita de Microsoft Windows XP Service Pack 2, Microsoft Windows Server 2003, ou Windows Vista, com Internet Explorer 6/7 ou Firefox 1.5/2.0/3.0.

## Atualizações
- v1 (Beagle) (Julho de 2005)
- v2 (Calypso) (Dezembro de 2005) - "Bird's-eye imagery" lançado.
- v2.5 (Fevereiro de 2006)
- v3 (Discovery) (Maio de 2006) - tráfego em tempo real, coleções, novo API.
- v4 (Endeavour) (Setembro de 2006) - Pesquisa de pessoas, desenhonosmapas, novas imagens.
- v5 (Spaceland) (Novembro de 2006) - visualizador 3D, modelos de prédios em 15 cidades.
- Data update (Dezembro de 2006) - Novos modelos 3D e imagens de alta resolução para 6 novas áreas.
- Data update (Janeiro de 2007) - Mais de 100 cidades Europeias com cobertura "bird's-eye" adicionada.
- Data update (29 de Março de 2007) - 3.8TB de imagens do "bird's-eye" e modelos 3D de 5 cidades britânicas.
- v5.5 (Falcon) (3 de Abril de 2007) plugin 3D para o Firefox, suporte para GeoRSS, cálculos de área.
- v6 (Gemini) (15 de Outubro de 2007) - Novos dados, v6 MapControl, Bird's Eye em 3D, etc.
- v6.1 (GoliatH) (10 de Abril de 2008) - Melhor qualidade dos modelos 3D, suporte a KML melhorado e novas opções de exportação, nomes de ruas no "Bird's Eye", integração do MapCruncher, HD filming capabilities, etc.
- v6.2 (Helios) (24 de Setembro de 2008) - Clima, estrelas reais, novos dados, etc.
- Data Update (29 de Dezembro 2008) - 48TB de dados de rede de rodovias.
- v6.2 (Ikonos) (14 de Abril 2009) - Melhoras na performance.